# Laboratorium

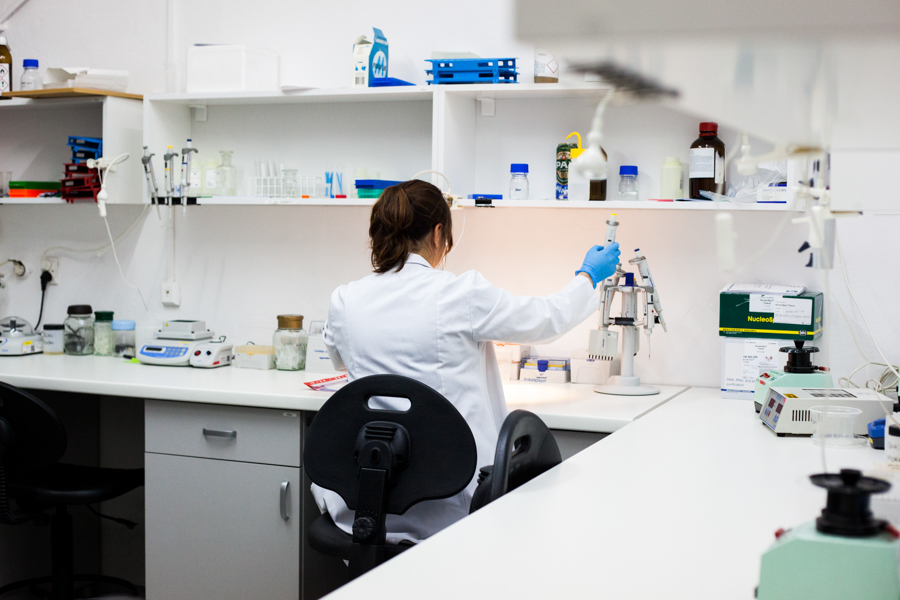
Een onderzoeker aan het werk in het laboratorium, bezig met het voorbereiden van samples voor PCR

Een laboratorium is een ruimte die gebouwd is voor wetenschappelijk onderzoek. Een laboratorium is geschikt om experimenten, metingen of technische analyses uit te voeren. Laboratoria zijn nodig voor onderzoek in diverse richtingen, waaronder biologie, scheikunde, medische wetenschappen, fysica of materiaalkunde. In een laboratorium werken onderzoekers met gespecialiseerde apparatuur, meetinstrumenten en stoffen (reagentia) om hypotheses te testen, onderzoeksmonsters te analyseren of nieuwe producten te ontwikkelen. De naam is afgeleid van het Latijnse labor, dat ‘werk’ betekent. Het woord wordt soms afgekort tot lab (Nederland) of labo (België).
Het belang van een laboratorium ligt in de mogelijkheid om onder gecontroleerde omstandigheden nauwkeurige metingen en observaties te doen. Dit is essentieel voor de betrouwbaarheid en reproduceerbaarheid van wetenschappelijke resultaten. Door standaardisatie van werkwijzen en het gebruik van vaste protocollen kunnen experimenten herhaalbaar worden uitgevoerd. Gebruik van controlemonsters zorgt ervoor dat metingen niet worden beïnvloed door toevallige of systematische fouten.
Laboratoria kunnen onderdeel zijn van een ziekenhuis of een universiteit, maar ook bij een bedrijf of een overheidsinstelling horen. Het zijn de faciliteiten van zowel fundamenteel onderzoek, om data de genereren voor wetenschappelijke publicaties, als meer toegepast onderzoek zoals diagnostiek, technische analyse, of ontwikkeling van een product (R&D). Onderwijslabs zijn er voor praktische training. Mensen die in een laboratorium werken worden in veel gevallen een laborant of analist genoemd. 

## Veiligheid en kwaliteit
In laboratoria gelden allerlei regels voor de veiligheid van werknemers en onderzoekers. Zo is het in het algemeen niet toegestaan om te eten of drinken in het lab en worden er eisen gesteld aan kleding (labjas, veiligheidsbril, dichte schoenen, lange broek, geen loshangend haar). Daarnaast zijn er vaak specifieke protocollen voor het werken met gevaarlijke chemicaliën, biologische agentia of radioactief materiaal. Werknemers zijn meestal getraind in het correct omgaan met apparatuur, afvalverwerking en noodprocedures. In veel landen, waaronder Nederland en België, zijn laboratoria verplicht om risico-inventarisaties uit te voeren en veiligheidsmaatregelen regelmatig te evalueren en bij te stellen.
Onderzoekslaboratoria hebben verschillende mogelijkheden om hun resultaten te laten erkennen. Wetenschappelijke laboratoria publiceren hun resultaten meestal in vakliteratuur zodat andere laboratoria in de wereld hun werk kunnen herhalen en beoordelen. Andere laboratoria, zoals die van de farmaceutische industrie, kunnen wegens confidentialiteitsredenen hun resultaten niet publiceren en gebruiken daarom andere middelen om zich te laten erkennen (zie accreditatie, certificering, GLP, GMP). Afhankelijk van het soort laboratorium worden er verschillende eisen gesteld aan de betrouwbaarheid van de resultaten die een analist uit een experiment opmaakt.

## Wetenschappelijke laboratoria

### Scheikundig laboratorium

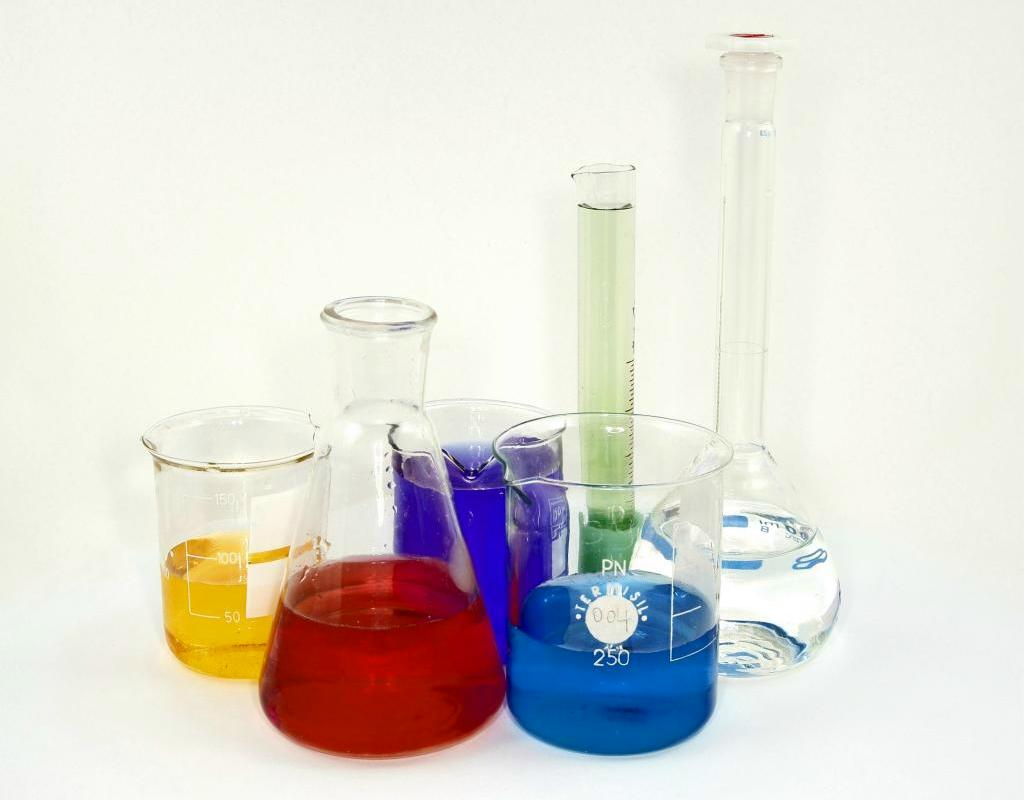
Drie bekerglazen, een erlenmeyer, een maatcilinder en een maatkolf

In een scheikundig laboratorium worden chemische stoffen geanalyseerd, gesynthetiseerd of gekarakteriseerd met behulp van uiteenlopende technieken. Onderzoekers werken met reagentia in vaste, vloeibare of gasvormige toestand, vaak onder gecontroleerde omstandigheden zoals temperatuur, druk of pH. Scheikundige labs beschikken over gespecialiseerde apparatuur, zoals kolfopstellingen, zuurkasten, analytische balansen en geavanceerde meetinstrumenten. De meeste chemische laboratoria zijn gericht op fundamenteel onderzoek of productontwikkeling, bijvoorbeeld in de farmaceutische industrie, materiaalchemie of milieuanalyse.
Veelvoorkomende werkzaamheden zijn het uitvoeren van titraties, chromatografie (zoals HPLC of GC), spectroscopie (zoals UV/Vis, IR, NMR), en het opwerken en zuiveren van stoffen via technieken als filtratie, destillatie of extractie. Ook worden vaak chemische reacties opgezet en gevolgd, waarbij juiste documentatie en monstervoorbereiding van belang zijn. In scheikundige laboratoria ligt de nadruk op het begrijpen van moleculaire processen en interacties, het ontwikkelen van nieuwe verbindingen of materialen en het controleren van chemische samenstellingen van monsters.
Onderstaande tabel geeft een overzicht van veelgebruikte meetapparatuur en -technieken in een chemisch laboratorium.
| Instrument/techniek            | Doel                           |
| ------------------------------ | ------------------------------ |
| pH-meter                       | Meet zuurgraad                 |
| Spectrofotometer (UV-Vis)      | Meet lichtabsorptie            |
| Gaschromatografie (GC)         | Scheidt vluchtige stoffen      |
| Vloeistofchromatografie (HPLC) | Scheidt opgeloste stoffen      |
| Massaspectrometer (MS)         | Meet massa/structuur moleculen |
| NMR-spectrometer               | Bepaalt molecuulstructuur      |
| IR-spectrometer                | Identificeert bindingen        |
| Analytische balans             | Weegt zeer nauwkeurig          |
| Titratie-opstelling            | Bepaalt concentratie           |

### Natuurkundig laboratorium

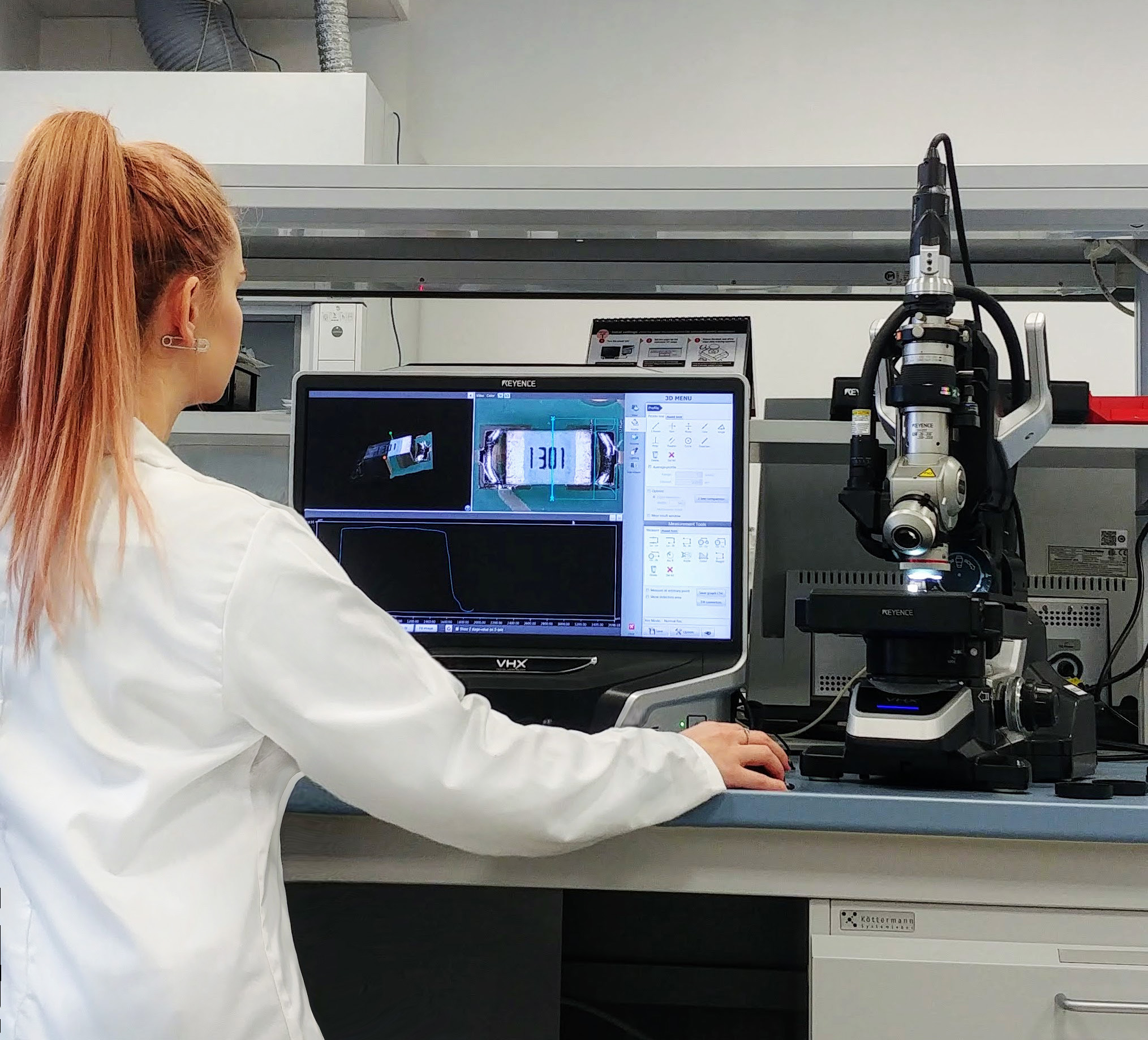
Microscopische inspectie van elektronische componenten (printplaat)

Naast scheikundige worden ook veel natuurkundige experimenten uitgevoerd in laboratoria. Hier onderzoekt men een breed scala aan verschijnselen, van de interactie tussen licht en materie tot de eigenschappen van commerciële materialen. Zo is het mogelijk licht extreem te vertragen tot enkele kilometers per uur, supergeleiders te testen die geen elektrische weerstand vertonen, of materialen te bestuderen bij temperaturen dicht bij het absolute nulpunt. Dergelijke gecontroleerde omstandigheden maken het mogelijk om fundamentele natuurwetten te toetsen en nieuwe technologieën te ontwikkelen.
In fysische laboratoria wordt vaak veel tijd besteed aan het ontwikkelen en testen van nieuwe meetmethoden en het optimaliseren van experimentele omstandigheden voor maximale nauwkeurigheid. Dit is van belang om verstoringen, artefacten en ruis te voorkomen. Voorbeelden zijn het afschermen tegen elektromagnetische interferentie, het stabiliseren van temperatuur en trillingen, of het creëren van vacuümomstandigheden.

### Biologisch laboratorium
Een biologisch laboratorium is gericht op het bestuderen van biologische processen. Dit type lab is ingericht voor werkzaamheden met onder andere cellen, bacteriën, virussen, schimmels, weefsels of bloedmonsters. Biologische laboratoria zijn vaak onderverdeeld in niveaus van bioveiligheid (ML 1 t/m ML 3), afhankelijk van de aard en het risico van de biologische agentia waarmee wordt gewerkt. Elk lab beschikt over specifieke werkruimtes, zoals steriele werkbanken (flowkasten), incubatoren, centrifuges, vriezers voor opslag van biologische materialen, en autoclaven voor sterilisatie.

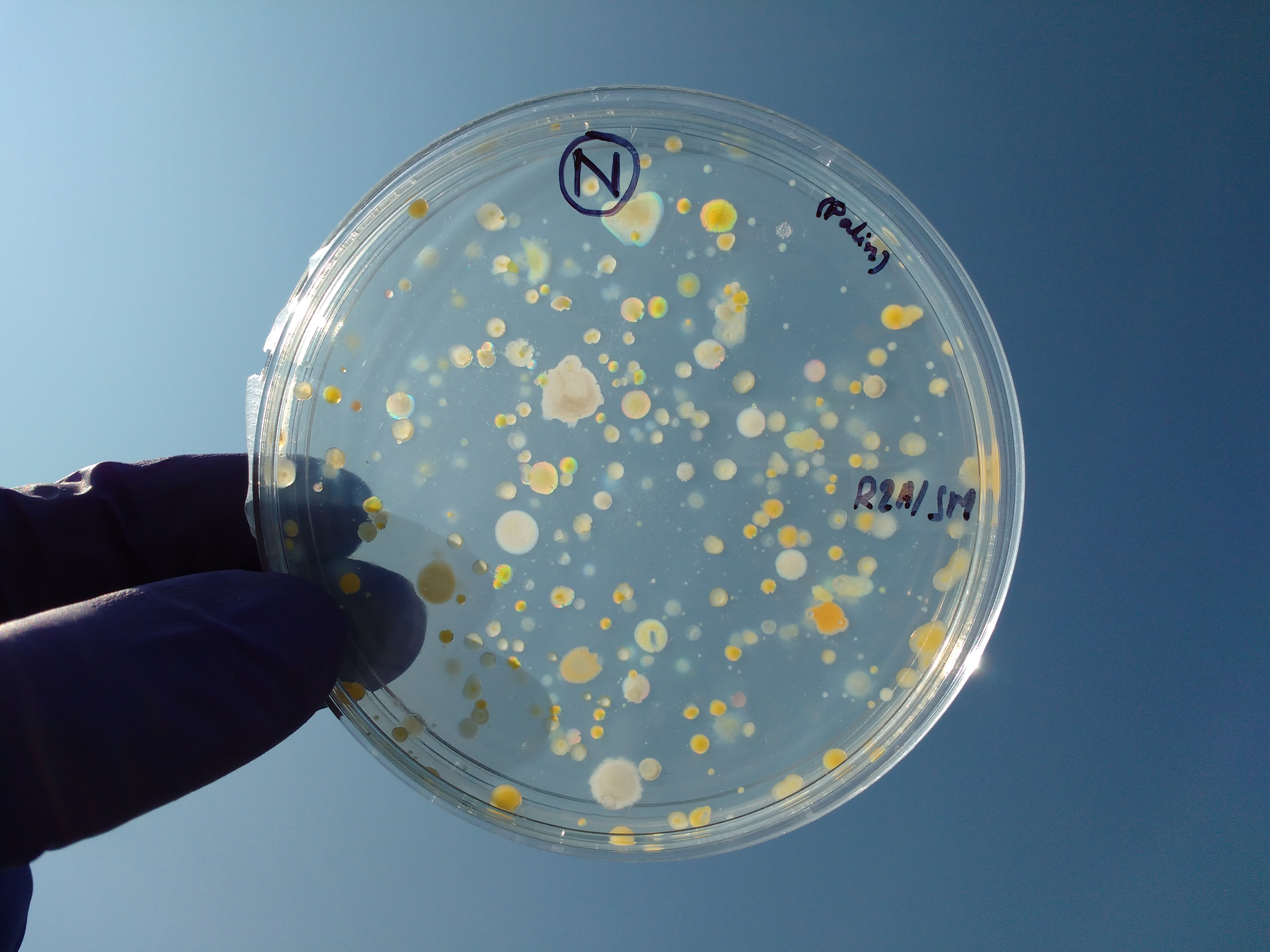
Het kweken van bacteriën op een agarplaat (microbiologie)

Gangbare werkzaamheden in een biologisch laboratorium zijn het kweken van cellijnen of micro-organismen, het zuiveren en detecteren van DNA of RNA, PCR voor vermenivuldiging van genetisch materiaal, gelelektroforese, eiwitkarakterisatie en immunologische bepalingen zoals ELISA. Ook technieken als flowcytometrie en microscopisch onderzoek zijn zeer algemeen, en werkzaamheden worden soms geconcentreerd in daarvoor gespecialiseerde ruimten (core facilities). Experimenteel werk met levende cellen wordt meestal verricht onder steriele omstandigheden om contaminatie te voorkomen. 
De verkregen data uit biochemisch of moleculair onderzoek kunnen soms zeer omvangrijk zijn (zoals sequencinggegevens, genexpressieprofielen). Deze worden geanalyseerd met behulp van statistische software of bioinformatica-tools. Het in kaart brengen van zo'n moleculair profiel helpt onderzoekers om onderliggende biologische processen te begrijpen en hypotheses te genereren voor verder onderzoek.
| Techniek         | Doel                                  |
| ---------------- | ------------------------------------- |
| PCR              | Vermenigvuldigt DNA                   |
| Gelelektroforese | Scheidt DNA/RNA/eiwitten              |
| Western blot     | Detecteert specifieke eiwitten        |
| ELISA            | Meet hoeveelheid eiwit                |
| Flowcytometrie   | Analyseert en sorteert cellen         |
| Celkweek         | Laat cellen groeien in vitro          |
| Microscopie      | Visualiseert cellen en structuren     |
| Immunokleuring   | Labelt specifieke moleculen in cellen |

## Toegepast onderzoek
Naast laboratoria voor wetenschappelijk onderzoek, zijn er laboratoria voor praktische toepassingen.

### Kwaliteitslaboratorium
Veel bedrijven hebben een kwaliteitslaboratorium, waarin de zuiverheid en de eigenschappen van grondstoffen, hulpstoffen, halffabricaten en eindproducten worden getest. In de farmaceutische- en voedingsmiddelenindustrie is een microbiologisch laboratorium essentieel, om het gevaar van voedselvergiftiging en besmetting van het eindproduct te voorkomen.
Kwaliteitslaboratoria zijn onderhevig aan strenge internationale normen wat betreft kwaliteitscontrole. 
Wanneer het er om gaat om de klant te kunnen garanderen dat een resultaat een product, proces of dienst beantwoordt aan specifieke vereisten zal men een Accreditatie nodig hebben. Een analytisch labo bv. dient te bewijzen dat ze een bepaalde chemische stof waarvoor ze geaccrediteerd wenst te zijn ook effectief kan opsporen in de door de klant bepaalde concentraties. Het is echter niet altijd mogelijk om met 100% zekerheid te bewijzen dat een bepaald product hetgeen is dat men wil aantonen (zo veranderen schimmels of griepvirussen bv. geregeld van genomische samenstelling. Het referentiestaal zal dus licht afwijken met de tijd van het geteste staal; genetische drift). In dat geval kan men beter werken met Certificering waarbij het management van het labo wordt gekeurd. 
Wanneer herhaalbaarheid moeilijk wordt, (bv. herhalen van diertesten is verboden door de Europese gemeenschap), dan zal men eerder een systeem prefereren zoals GLP.
GMP is dan meer gericht op het waarborgen van het productieproces. 
De verschillende systemen hebben heel wat gelijkenissen, maar ook duidelijke verschillen. Zo is bij GLP zeer belangrijk dat men een goed archief aanlegt en er een Kwaliteitsverantwoordelijke in het bedrijf aanwezig is.
Tevens worden er in de kwaliteitslaboratoria de verpakkingsmaterialen en hulpgoederen die nodig zijn voor het productieproces gecontroleerd.
Deze controle kan bijvoorbeeld betrekking hebben op: flessen, doppen, kappen, labels, bijsluiters, dozen, omdozen, filters, naalden, spuiten, slangen, steriele hulpgoederen, enzovoort.

### Ziekenhuislaboratorium
Ziekenhuizen beschikken over een algemeen klinisch-chemisch/hematologisch, een microbiologisch, een toxicologisch en een pathologisch laboratorium bioliogisch materiaal van patiënten te onderzoeken, zoals bloed, urine en uitgenomen weefsels. Het zijn vooral de algemeen klinisch-chemisch/hematologische laboratoria die een 24-uurs functie vervullen en daardoor continu beschikbaar zijn voor spoedanalyses. De andere genoemde laboratoria vervullen over het algemeen een bereikbaarheidsfunctie zodat, wanneer noodzakelijk, personeel opgeroepen kan worden. Aan het hoofd van een ziekenhuislaboratorium staat een laboratoriumspecialist. In het geval van het klinisch chemisch laboratorium is dit de klinisch chemicus, in het geval van het microbiologisch laboratorium de arts-microbioloog, bij het pathologisch laboratorium de patholoog, en de ziekenhuisapotheker geeft leiding aan het farmaceutisch toxicologisch laboratorium.

### Forensisch laboratorium
Een forensisch laboratorium onderzoekt sporen, om de toedracht van misdrijven te achterhalen en de daders te identificeren. Het onderzoek naar sporen van DNA heeft de laatste jaren een grote vlucht genomen, waardoor soms zelfs oudere misdrijven kunnen worden opgelost, waar men eerder tevergeefs naar een oplossing heeft gezocht.

### Bouwfysisch laboratorium
In een bouwfysische laboratorium worden onderzoeken uitgevoerd die gerelateerd zijn aan de gebouwde omgeving. Een aantal voorbeelden van onderzoek zijn:
- windhinder en windbelastingen op en rondom gebouwen in de windtunnel
- zon en schaduw op en rondom gebouwen
- lucht- en waterdichtheid van gevelelementen
- geluidsisolatie van wanden, deuren en gevelelementen
- brandwerendheid van bouwdelen